# Aarau
Aarau je mesto v Švici in glavno mesto kantona Aargau.

## Šport
- FC Aarau nogometni klub.

## Prebivalstvo
Večina prebivalcev govori nemško in so protestanti.

### Znani prebivalci
- Johann Kaspar Riesbeck
- Johann Rudolf Dolder
- Sebastian Fahrländer
- Johann Heinrich Daniel Zschokke
- Ignaz Paul Vitalis Troxler
- Carl Feer-Herzog
- Albert Einstein
- Charles Tschopp

### Rojeni v Aarau
- Eugen Bircher
- Ferdinand Rudolph Hassler
- Maximilian Oskar Bircher-Benner
- Urs Faes
- Friedrich Frey-Herosé
- Hans Herzog
- Paul Hubschmid
- Klaus Merz

## Pobratena mesta
- Neuchâtel
- Delft
- Reutlingen

## Slike
- Staro mestno jedro